# Ludwik III Ślepy
Ludwik III Ślepy (ur. ok. 880 r., zm. 28 czerwca 928 r.) – król Prowansji od 887 r., król Włoch w latach 900–905, a także cesarz rzymski w latach 901–905. Był synem Bosona, antykróla Prowansji i Ermengardy, córki cesarza Ludwika II z Karolingów.

## Życiorys
Jako siedmioletni chłopiec Ludwik wstąpił na tron Prowansji po śmierci 11 stycznia 887 r. jego ojca Boso. Królestwo odziedziczone przez Ludwika było znacznie mniejsze niż jego ojca, ponieważ nie obejmowało Górnej Burgundii i ograniczało się do okolic Vienne.
W maju regenci udali się z Ludwikiem do cesarza Karola III Otyłego, gdzie młody Ludwik został uznany za króla, a Karol adoptował go i objął opieką, jednak w tym samym roku został obalony przez swojego bratanka Arnulfa z Karyntii. Po jego śmierci 13 stycznia 888 r. Ludwik powrócił do Prowansji, a w 890 r. jego panowanie zostało powszechnie uznane.
Od 896 r. Ludwik prowadził wojnę z Saracenami i walczył z nimi przez całe panowanie. Saraceni, założyli bazę we Fraxinet w 889 i najeżdżali wybrzeże Prowansji.
W 900 r. Ludwik został zaproszony do Włoch przez różnych możnych, w tym margrabiego Toskanii Wojciecha II, którzy cierpieli z powodu spustoszeń Madziarów i niekompetentnych rządów Berengara z Friulu. Ludwik w październiku został wybrany w Pawii na króla włoskiego.
W 901 r. dotarł do Rzymu, gdzie w lutym papież Benedykt IV koronował go na cesarza rzymskiego. W 902 r. Berengar pokonał i pojmał Ludwika, zmuszając go do ucieczki z Italii.
W 904 r. Ludwik powrócił do Italii, ale w 905 r. został ponownie pokonany przez Berengara, pojmany w Weronie i oślepiony, a następnie odesłany do Prowansji, gdzie w 928 r. zmarł.